# گلف‌استریم پرگرین
گلف‌استریم پرگرین (به انگلیسی: Gulfstream Peregrine) یک هواگرد ساختِ کارخانهٔ گلف‌استریم اروسپیس در کشور ایالات متحده آمریکا است. این هواگرد برای نخستین بار در ۱۴ ژانویه ۱۹۸۳ میلادی مورد استفاده قرار گرفت.